# Modri sinjetrosnik
Modri sinjetrosnik (znanstveno ime Cyanosporus caesius) je gliva iz rodu sinjetrosnikov (Cyanosporus).

## Značilnosti
Klobuk je širok od 2 do 8 cm, v obliki pahljače ali konzole, ki je na enem mestu pritrjena na podlago. Je nežen, žarkasto naguban ali pasast, z nepravilnim robom; mlad je belkast ali modrikasto zelenkast, pozneje moder ali rumeno moder, sredica bolj ali manj rumeno rjava. Na pritisk pomodri.
Trosovnica je sestavljena iz drobnih okroglih luknjic oziroma cevk, s premerom 0,15 do 0,3 mm. Je bele do modrikaste barve, s svetlimi smetanasto oker pegami. Cevke so dolge in na pritisk pomodrijo.
Meso je mehko, vlaknato, vodeno in žilavo, posušeno postane krhko. Je belkaste barve, pogosto modrikasto progasto. Ima neizrazit vonj in blag okus.

## Razširjenost in življenjski prostor
Raste od poznega poletja do zime na štorih, deblih in odpadlih vejah iglavcev, najraje na smreki.

## Mikroskopske značilnosti
Trosni prah je bele do sivo modre barve. Trosi so podolgovati, klobasaste oblike, prozorni, amiloidni in merijo 4–5 x 0,7–1 µm.

## Podobne vrste
- modrikasti sinjetrosnik (Cyanosporus subcaesius) raste na štorih listavcev

## Uporabnost
Neužitna zaradi žilavosti.

## Galerija slik
- trosovnica
- trosi